# 캐리비안의 해적: 블랙 펄의 저주
《캐리비안의 해적: 블랙 펄의 저주》(영어: Pirates of the Caribbean: The Curse of the Black Pearl)는 2003년 미국의 모험 판타지 영화로, 월트디즈니 월드파크앤리조트에 있는 "캐리비안의 해적"을 모티브로 제작되었다. 해적 잭 스패로우(조니 뎁)을 필두로, 키이라 나이틀리, 올랜도 블룸, 제프리 러시가 주연으로 캐스팅 되어, 전 세계에서 큰 흥행을 하였다.

## 줄거리
아름다운 카리브 해에서 낭만을 즐기는 해적 잭 스패로우(조니 뎁)는 함께 약탈한 보물을 독차지하려는 그의 친구 헥터 바르보사 또는 바보싸(제프리 러쉬)의 배신으로 홀로 외딴섬에 갇히게 된다.
'블랙 펄' 호를 몰고 총독의 딸 엘리자베스 스완(키이라 나이틀리)을 납치한 헥터 바르보사는 밤이 되면 해골로 변해버리는 저주를 깰 방법을 찾고 있다.
엘리자베스의 약혼자인 제임스 노링턴 준장(잭 데이븐포트)과 엘리자베스의 오랜 친구 윌 터너(올랜도 블룸)는 그녀를 되찾기 위해 잭 스패로우의 도움을 얻기로 한다.

## 배역
- 조니 뎁 - 잭 스패로우
- 제프리 러시 - 헥터 바르보사
- 올랜도 블룸 - 윌 터너
- 키이라 나이틀리 - 엘리자베스 스완
- 잭 대븐포트 - 노링턴 제독
- 케빈 맥널리 - 조샤미 깁스 갑판장
- 조 샐다나 - 아나마리아
- 조너선 프라이스 - 웨더비 스완 총독

## 수상 정보
- 아메리칸 코리아그러피 어워드 : 뛰어난 연출 업적상
- ASCAP 필름 & 텔레비전 뮤직 어워드 : 탑 박스오피스 영화상
- 전미 영화 비평가협회상 : 최우수 패밀리 영화상
- 에디 어워드 : 뮤지컬/코미디 영화부분 최우수 편집상
- 엠파이어 어워드 : 최우수 남자연기상 (조니 뎁)
- 골든 릴 어워드 : 최우수 사운드 편집상 – 다이얼 로그 & ADR
- 할리우드 필름 페스티벌
  - 올해의 할리우드 영화상
  - 할리우드 최우수 신인상 (올랜도 블룸)
- 할리우드 메이크업 아티스트 & 헤어 스타일리스 길드 어워드
  - 최우수 캐릭터 헤어 스타일링상
  - 최우수 시대극 메이크업상
- 아일랜드 영화 & 텔레비전 어워드
  - 최우수 해외 남자배우상 (조니 뎁)
  - 최우수 해외 여자배우상 (키이라 나이틀리)
- MTV 무비 어워드 : 최고의 남자연기상 (조니 뎁)
- MTV 멕시코 무비 어워드
- 최고의 룩상 (조니 뎁)
- 최고의 섹시 히어로상 (올랜도 블룸)
- 피플 초이스 어워드 : 좋아하는 영화상
- 새턴 어워드 : 최우수 분장상
- 스크린 액터 길드 어워드 : 최우수 남자연기상 (조니 뎁)
- 틴 초이스 어워드
- 초이스 무비 케미스트리상 (키이라 나이틀리, 올랜도 블룸)
- 초이스 무비 싸움/액션상 (올랜도 블룸, 조니 뎁)
- 초이스 무비 거짓말상 (조니 뎁)
- 초이스 무비 키스상 (키이라 나이틀리, 올랜도 블룸)
- 미국 시각효과협회 어워드
  - 영화부분 뛰어난 매트 페인팅상
  - 영화부분 뛰어난 시각효과상
- 워싱턴 D.C 아레아 영화 비평가협회상 : 최우수 길티 플레저상
- 월드 스턴트 어워드 최고의 싸움상

## 한국판 성우진

### MBC (2006년 10월 5일)
- 안지환 - 잭 스패로우(조니 뎁)
- 김영선 - 윌 터너(올랜도 블룸)
- 박선영 - 엘리자베스 스완(키이라 나이틀리)
- 김태훈 - 바르보사(제프리 러시)
- 황일청 - 웨더비 스완 총독(조너선 프라이스)
- 최한 - 제임스 노링턴 제독(잭 대븐포트)
- 이선주 - 아나마리아(조 샐다나)
- 황윤걸 - 조사미 깁스(케빈 맥널리)
- 안장혁 - 코흘러(트레바 에티엔느)
- 변종필 - 부관(데이미언 오헤어)
- 김호성 - 라게티(맥켄지 크룩)
- 한상혁 - 핀델(리 애런버그)
- 최석필 - 보순(아이삭 C. 싱글톤 주니어)
- 고성일 - 멀로이(앵거스 바넷)
- 이상훈 - 마티(마틴 클레바)
- 방성준 - 머톡(자일스 뉴)
- 조현정 - 어린 윌(데일런 스미스)
- 한경화 - 어린 엘리자베스(루신다 드라이젝)

### KBS (2013년 8월 16일)
- 김승준 - 잭 스패로우(조니 뎁)
- 김태영 - 윌 터너(올랜도 블룸)
- 소연 - 엘리자베스 스완(키이라 나이틀리)
- 장광 - 바르보사(제프리 러시)
- 유해무 - 조사미 깁슨(케빈 맥널리)
- 장승길 - 웨더비 스완(조너선 프라이스)
- 이원준 - 제임스 노링턴(잭 대븐포트)
- 오인실 - 아나마리아(조 샐다나)
- 사성웅 - 멀로이(앵거스 바넷)
- 이광수 - 보선(아이삭 C. 싱클톤 주니어)
- 박영재 - 머톡(자일스 뉴)
- 장민혁 - 라게티(매켄지 크룩)
- 한복현 - 핀텔(리 애런버그)